# Dzogchen

Lettera A dell'alfabeto tibetano, utilizzata nella pratica della concentrazione.

Lo Dzogchen (rDzogs chen o Atiyoga, in tibetano: རྫོགས་ཆེན), secondo alcune scuole del buddismo tibetano e della tradizione religiosa Bön, è lo stato naturale e primordiale, ovvero una condizione spontanea della mente, e, allo stesso tempo il corpus di insegnamenti volti a realizzare tale condizione. Lo Dzogchen, o Grande Perfezione, è un insegnamento centrale della scuola Nyingmapa, e pratiche tese al suo riconoscimento interiore sono praticate anche da seguaci di altre scuole del buddismo tibetano. Secondo la letteratura che lo riguarda, lo Dzogchen è il più alto e definitivo percorso verso l'illuminazione.
La nostra natura ultima viene definita come pura e omnicomprensiva, come consapevolezza primordiale e sempre naturalmente presente come sfondo di ogni evento psichico. Questa "consapevolezza intrinseca" non ha forma propria e tuttavia rende possibile la percezione oltre che permettere a ogni essere senziente di sperimentare, riflettere o esprimersi in tutte le forme.
L'analogia data dai maestri della tradizione Dzogchen è che la natura di un essere vivente è come uno specchio che rifletta in modo totale e comprensivo gli oggetti ma che in nessun caso è mai influenzato dagli stessi riflessi in esso, oppure come una sfera di cristallo perfettamente trasparente, capace di assumere in sé il colore della luce alla quale venga esposta senza per questo cambiare nella sua natura originaria neutra e priva di propria colorazione.
Nella pratica dello Dzogchen il meditante permette il libero manifestarsi della propria attività psichica in tutta la sua complessità lasciando che pensieri, emozioni, sentimenti o stati di coscienza generali rallentino la loro "vorticosità" e poi arrivino spontaneamente ad autoliberarsi, senza lasciare traccia della propria passata presenza nel campo della consapevolezza eccetto questa stessa consapevolezza intrinseca che emana senza sforzo dal proprio essere. Questa consapevolezza è ciò a cui i tibetani si riferiscono usando il termine Rigpa.

## Etimologia
Il termine Dzogchen è composto da rdzogs che in tibetano significa "perfezione", "ottenimento", "riuscita" e da chen che significa "grande", "completa". È stato tradotto come Grande Perfezione, Totale Perfezione, Grande Completezza. Questi termini, inoltre, trasmettono l'idea che la nostra natura ha molte qualità che la rendono perfetta, come l'indistruttibilità, la purezza incorruttibile, l'apertura mentale non discriminatoria, la chiarezza perfetta, la profonda semplicità, la presenza onnipervadente e l'uguaglianza di tutti gli esseri (ovvero la qualità, la quantità e la funzionalità di questa consapevolezza è esattamente la stessa in ogni essere nell'universo). Si dice che le imponenti qualità personali del Buddha pienamente illuminato derivino dal fatto che egli fosse pienamente in linea con questa natura primordiale già esistente. Descrizioni di un Buddha onnisciente e onnipresente si riferiscono alla loro natura definitiva. Il termine tibetano Dzogchen è un'interpretazione del termine sanscrito mahāsandhi, ed è anche usato per intendere lo yoga primordiale, in sanscrito Ati Yoga.

## Trasmissione
Gli insegnamenti Dzogchen sono la punta più alta dei nove yāna (veicoli) della scuola Nyingma del buddismo tibetano e della tradizione tibetana Bön. Molti lama, in particolare delle scuole Nyingma e Kagyu, li considerano come gli insegnamenti più profondi di tutti.
Gli insegnamenti che indicano lo stato Dzogchen sono talvolta descritti come un insieme di insegnamenti interiori. Asceti buddisti tibetani ritengono che lo stato indicato da questi insegnamenti è molto difficile da descrivere, e può essere scoperto solo attraverso la trasmissione diretta da un autentico maestro Vajra.
Anche se lo Dzogchen non può essere separato dalla tradizione buddista o Bön, molto spesso gli insegnanti sottolineano il carattere non religioso dello Dzogchen. Tuttavia, il quadro tradizionale buddista o Bön non viene mai negato. Namkhai Norbu dice che, come la nostra natura primordiale, lo Dzogchen è esistito fin dall'inizio dei tempi ed è indicato da vari maestri in tutto l'universo.

## Concetti
L'essenza dell'insegnamento Dzogchen è la trasmissione diretta della conoscenza da maestro a discepolo. Garab Dorje sintetizzò l'insegnamento Dzogchen in tre principi, conosciuti come I Tre Testamenti di Garab Dorje (Tsik somma Né Dek):
1. Introdurre direttamente al proprio stato naturale. (ngo rang thog tu sprad)
2. Non rimanere nel dubbio riguardo a questo stato unico. (thag gcig thog tu bcad)
3. Continuare nella profonda conoscenza dell'autoliberazione. (gdengs grol thog yu bya)

Il primo principio è la base e si riferisce alla trasmissione del maestro, che in diversi modi introduce e fa comprendere lo stato primordiale dell'individuo. Il secondo è la via e significa che bisogna avere una precisa conoscenza di questo stato, trovando l'unica presenza della contemplazione in migliaia di esperienze. Il terzo è il frutto: la conoscenza totale e immutabile dell'autoliberazione si integra totalmente nella vita quotidiana.
(da L'essenza dei tre testamenti di Garab Dorje.)